# 문근해
문근해(1971년 9월 30일~)는 KNN 소속 PD이자 아나운서이다.

## 수상
- 2009년 제36회 한국방송대상 작품상 분야 연예오락 라디오상 (노래 하나 얘기 둘), 지역생활정보 라디오상 (미시타임)[1]